# A Closed and Common Orbit
A Closed and Common Orbit é um romance de ficção científica de 2016 de Becky Chambers, publicado pela Hodder and Stoughton. É uma continuação de seu romance de 2014, The Long Way to a Small, Angry Planet.

## Sinopse
Após os eventos de The Long Way to a Small, Angry Planet, Lovelace, a inteligência artificial, ilegalmente se carrega em um corpo androide e deixa a nave estelar Wayfarer para buscar uma existência independente na companhia de Pepper, uma técnica. Uma narrativa paralela explora os primeiros anos de vida de uma criança escrava geneticamente modificada.

## Recepção
A Closed and Common Orbit foi finalista do Prêmio Hugo de Melhor Romance de 2017.
No The Guardian, Adam Roberts observou que, embora o romance seja uma sequência, ele "funciona como uma história independente"; ele também observou que ele compartilha os pontos fortes do primeiro livro (incluindo "personagens complexos" e "pura simpatia") e fraquezas (incluindo "uma tendência dos personagens de se divertirem em vez de levar o enredo maior adiante"). A Publishers Weekly chamou-o de "digno", com uma "atmosfera amigável e relaxante" e "ritmo e estrutura bonitos".
Strange Horizons elogiou Chambers tanto por sua "encantadora Worldbuilding "quanto por sua habilidosa apresentação. O The A.V. Club considerou-o "mais íntimo do que o seu antecessor",[carece de fontes?] enquanto James Nicoll o descreveu como "mais focado (e) mais eficaz".